# 悬藓
悬藓（学名：Barbella compressiramea）为蔓藓科悬藓属下的一个种。